# Dave Warren (uitvinder)

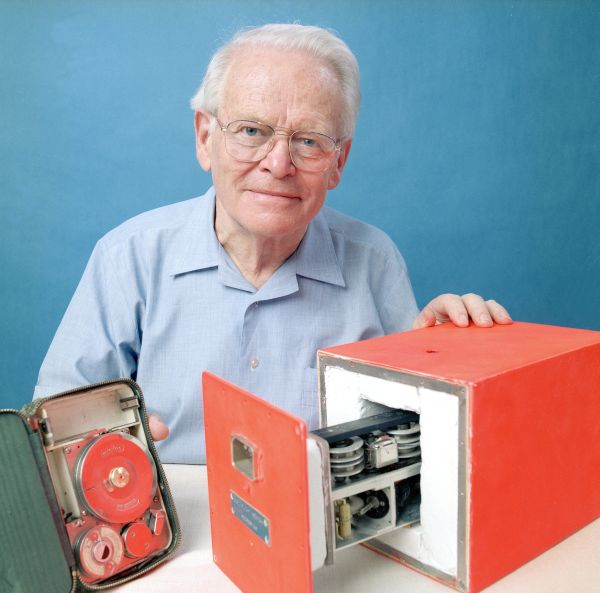
Dave Warren met – feloranjegekleurde – zwarte doos

David Ronald de Mey Warren (Groote Eylandt, 20 maart 1925 – Melbourne, 19 juli 2010) was een Australisch uitvinder. Zijn bekendste uitvinding is de vluchtrecorder, beter bekend als de "zwarte doos" – cruciaal bij het achterhalen van de oorzaak van veel vliegtuigongelukken.

## Biografie
Warren werd geboren op een afgelegen zendingspost in Groote Eylandt in de Golf van Carpentaria, Noord-Australië. Om te zorgen dat hij een goede opleiding krijgt werd hij reeds op vierjarige leeftijd naar een kostschool in Sydney gestuurd. In 1934 kwam zijn vader om het leven bij een van de eerste vliegtuigongelukken in Australië.
Gedurende de oorlog volgde Warren een studie scheikunde. Van 1944 tot 1946 doceerde hij wis- en scheikunde aan de Geelong Grammar School in Victoria en in 1947/48 scheikunde aan de universiteit van Sydney. Na zijn baan als wetenschappelijk onderzoeker voor het Woomera Rocket Range (1948-1951) vond hij in 1952 werk als brandstofspecialist bij de Aeronautical Research Laboratories (ARL) in Melbourne, waar hij tot 1983 aanbleef. Hij overleed op 85-jarige leeftijd.

## Vluchtrecorder
In 1953 raakte Warren betrokken bij het onderzoek naar de oorzaak van de mysterieuze crash van een "De Havilland Comet"-straalvliegtuig. Hij realiseerde zich hoe nuttig het zou zijn geweest om te weten wat er in de cockpit gebeurde in de laatste momenten voor het ongeluk. Hij begon na te denken over de mogelijkheden om een draadrecorder te gebruiken die de gegevens van de instrumentatie en de gesprekken van de piloten kon opnemen.
Warren zette zijn ideeën over A Device for Assisting Investigation into Aircraft Accidents op papier en stuurde zijn voorstel naar diverse luchtvaartorganisaties in binnen- en buitenland, maar niemand was geïnteresseerd. Daarop besloot Warren om samen met zijn collega Tom Keeble, een prototype te bouwen dat vier uur spraak en informatie over de snelheid, hoogte en richting van het vliegtuig kon opnemen. In plaats van tape werden de gegevens opgeslagen op een stalen draad, zodat de informatie minder snel door vuur kon worden beschadigd.
Pas in 1958 kreeg Warren de kans om zijn prototype, de ARL Flight Memory Unit, te demonstreren aan voormalig luchtvaartmaarschalk Robert Hardingham van de UK Air Registration Board. Hardingham zag wel de voordelen van zijn apparaat in en zorgde erin dat het goedgekeurd werd door het Britse ministerie van luchtvaart.
Het eerste land waar Warrens vluchtdatarecorder verplicht werd gesteld was Australië, na een crash in Queensland van een Fokker Friendship in 1960. Moderne vliegtuigen zijn uitgerust met twee zwarte dozen (die eigenlijk feloranje zijn): de cockpitvoicerecorder (CVR) en de flightdatarecorder (FDR).

## Onderscheidingen
Voor de uitvinding van de zwarte doos kreeg Warren verscheidene onderscheidingen:
- 1999: Australian Institute of Energy-medaille
- 2000: Hartnett-medaille van de Royal Society of Arts
- 2001: Lawrence Hargrave-prijs van de Aeronautical Society (2001)
- 2002: Officer in the General Division of the Order of Australia

- Gemeinsame Normdatei: 141967684
- SNAC: w6k09q40
- Trove: 1476908
- Virtual International Authority File: 149686299
- WorldCat: E39PBJwD3PbjKJdMY6kK4kJ7HC